# Kein Täter werden
Das Projekt Kein Täter werden ist ein seit 2005 bestehendes therapeutisches Angebot an der Charité in Berlin zur Prävention von sexuellem Kindesmissbrauch im Dunkelfeld. Es richtet sich an Menschen mit auf Kinder gerichteten sexuellen Fantasien, die befürchten, sexuelle Übergriffe zu begehen, und die therapeutische Hilfe in Anspruch nehmen möchten.

## Geschichte
Das Therapie- und Forschungsprojekt „Kein Täter werden“ wurde 2005 unter der Leitung von Klaus Michael Beier ins Leben gerufen. Im Gegensatz zu bestehenden Therapieangeboten für bereits straffällig gewordene Personen, sogenannte Hellfeldtäter, entstand mit dem Berliner Projekt weltweit erstmals ein Angebot, welches sich speziell an Menschen richtet, die noch nicht straffällig wurden, oder solche, die zwar bereits sexuellen Kindesmissbrauch begangen haben und/oder Missbrauchsabbildungen (sogenannte Kinderpornografie) konsumiert haben, jedoch nicht justizbekannt sind, sogenannte Dunkelfeldtäter. Die Teilnahme steht aber auch Personen offen, die bereits wegen entsprechender Taten angezeigt oder verurteilt wurden und gegebenenfalls verhängte Strafen vollständig verbüßt haben. Die Teilnahme ist kostenlos und durch die Schweigepflicht geschützt.
Mittlerweile wird das Projekt auch an Standorten in Kiel, Regensburg, Leipzig, Hannover, Hamburg, Stralsund, Gießen, Düsseldorf, Ulm und Mainz angeboten. Darüber hinaus gibt es seit 2015 eine Nebenstelle des Regensburger Standortes in Bamberg. Die Standorte haben sich im Präventionsnetzwerk „Kein Täter werden“ zusammengeschlossen und arbeiten nach gemeinsamen Qualitätsstandards. Weitere Standorte sind geplant. Ziel ist der Auf- und Ausbau eines Netzwerks zur bundesweiten Etablierung der primären Prävention sexueller Traumatisierungen von Kindern und Jugendlichen. Seit 2009 wird die Therapie auch den Konsumenten von Missbrauchsabbildungen (so genannte Kinderpornografie) angeboten.
Finanziell gefördert wurde das Projekt in den ersten Jahren durch die Volkswagenstiftung Hannover und durch die Opferschutzorganisation Stiftung Hänsel und Gretel, die das Projekt auch weiterhin unterstützt. Von 2008 bis Ende 2016 wurde der Berliner Standort des Projektes durch das Bundesjustizministerium finanziert. Für das Jahr 2017 hat der Berliner Senat die Zwischenfinanzierung übernommen. Die anderen Standorte werden von den verschiedenen Landesministerien gefördert. Im Januar 2018 startete ein Modellvorhaben, mit dem der Spitzenverband der gesetzlichen Krankenkassen für die Dauer von fünf Jahren vom Gesetzgeber damit beauftragt wurde, ein Modellvorhaben zur anonymen Behandlung pädophiler Menschen zu finanzieren.
Zur gleichen Zeit wurde mit Unterstützung der Stiftung Hänsel+Gretel ein Netzwerkbeirat etabliert. Dieser hat die Aufgabe, „den Wissenstransfer in Medien, Politik und Gesellschaft zu erhöhen und dadurch für die Erhöhung von Transparenz und Akzeptanz für diese wichtige Form der Prävention sexualisierter Gewalt zu sorgen“. Sprecherin des Beirats ist Monika Egli-Alge, Leiterin des Forensischen Instituts Ostschweiz.
2005 erhielt das Projekt den Politikaward, 2006 den Bscher-Medienpreis und 2007 den Deutschen Förderpreis Kriminalprävention.

## Hintergrund
Wissenschaftlichen Untersuchungen zufolge haben rund ein Prozent der Männer auf Kinder gerichtete sexuelle Fantasien. Das bedeutet, dass bei ihnen eine teilweise oder ausschließliche sexuelle Neigung im Sinne einer Pädophilie vorliegt. Demnach fühlen sich in Deutschland ca. 250.000 Männer zwischen 18 und 75 Jahren sexuell zu Kindern hingezogen.
Die Ursachen einer Pädophilie sind weitgehend unbekannt. Tatsache dagegen ist, dass viele der Betroffenen – in der großen Mehrheit Männer – erhebliche Schwierigkeiten haben, mit ihrer sexuellen Präferenz zu leben. In der Regel treten Unsicherheiten oder Ängste auf, wenn sie ihre Neigung erstmals bemerken. Viele der Betroffenen erkennen das Auftreten sexueller Gedanken an Kinder als Problem und wissen, dass deren Umsetzung tabu ist. Gleichzeitig fällt es ihnen schwer, mit diesem Wissen umzugehen. Die Neigung belastet Beziehungen zu (Sexual-)Partnern oder macht sie oft unmöglich. Fest steht: Es kann zu vielfältigen Problemen in der normalen Lebensführung kommen. Vielen gelingt es nicht, ihre Neigungen dauerhaft zu kontrollieren. Sie schauen Missbrauchsabbildungen im Internet an oder begehen sexuelle Übergriffe auf Kinder. Diese Handlungen können für die Opfer schwerwiegende körperliche und seelische Folgen haben und sind zudem Straftaten, die erhebliche gesellschaftliche Konsequenzen nach sich ziehen.
Folgende Selbstbeobachtungen geben Anlass zur Vermutung, dass eine Pädophilie vorliegt:
- Sexuelle Erregung beim Betrachten von oder beim Kontakt zu Kindern
- Sexuell erregende Fantasien, in denen Kinder eine Rolle spielen
- Konsum von Missbrauchsabbildungen im Internet

Das Präventionsnetzwerk „Kein Täter werden“ bietet kostenlose und schweigepflichtgeschützte Behandlung für Personen, die eine sexuelle Neigung zu Kindern verspüren und therapeutische Hilfe suchen. Wer teilnehmen will, muss bezüglich seiner auf Kinder gerichteten sexuellen Impulse über ein Problembewusstsein verfügen und von sich aus therapeutische Hilfe in Anspruch nehmen wollen.

## Therapeutische Ansätze
Das primäre Ziel einer Therapie besteht darin, sexuelle Handlungen an Kindern und den Konsum von Missbrauchsabbildungen zu verhindern. In Einzel- und Gruppentherapien lernen die Teilnehmer, ihre sexuelle Präferenz zu akzeptieren sowie ihre Impulse zu kontrollieren und Verhaltensmuster, die den sexuellen Missbrauch begünstigen, zu vermeiden. Weitere Ziele sind die Aufdeckung von Wahrnehmungs- und Interpretationsfehlern der Teilnehmer bezüglich des Verhaltens von Kindern sowie die Stärkung der Empathiefähigkeit.
Bei dem für die Therapie verwendeten Handbuch, dem BEDIT – The Berlin Dissexuality Therapy Program, handelt es sich um eine angepasste Version des im Hellfeld verwendeten Sex Offender Treatment Programmes.
Einbezogen in das Therapieprogramm werden: Personen, die bislang keine Straftaten (sexuelle Übergriffe, Konsum von Abbildungen sexuellen Kindesmissbrauchs etc.) begangen haben, aber befürchten, diese in der Zukunft zu begehen; Personen, die bereits Straftaten begangen haben, aber den Strafverfolgungsbehörden (noch) nicht bekannt sind, sowie Personen, die bereits Straftaten begangen haben und dafür angezeigt und/oder rechtskräftig verurteilt wurden, vorausgesetzt, dass sie ihre Strafe vollständig verbüßt haben, nicht mehr unter Aufsicht durch die Justiz stehen und somit alle rechtlichen Angelegenheiten abgeschlossen sind.
Nicht einbezogen in das Therapieprogramm werden Personen, gegen die aktuell wegen möglicher Straftaten ermittelt wird, die ihre Strafe nicht vollständig verbüßt haben und/oder deren Urteil Auflagen bzw. Bewährung beinhaltet.
Die gesamte Therapie erfolgt kostenlos und unter Schweigepflicht.
Ziel der Therapie ist es, Probleme im Umgang mit der sexuellen Neigung zu bewältigen. Dazu gehört insbesondere, das eigene Verhalten so zu kontrollieren, dass es zu keinem sexuellen Übergriff auf Kinder kommt.
Im Verlauf der Therapie erlernen die Teilnehmer daher die angemessene Wahrnehmung und Bewertung ihrer sexuellen Wünsche und Bedürfnisse, die Identifizierung und Bewältigung gefährlicher Entwicklungen sowie Strategien zur Verhinderung von sexuellen Übergriffen und/oder dem Konsum von Abbildungen sexuellen Kindesmissbrauchs.
Die Therapie findet wöchentlich in Gruppen sowie bei Bedarf auch in Einzelgesprächen und unter Einbeziehung Angehöriger statt. Die Behandlung folgt einem strukturierten Therapieplan, berücksichtigt aber die individuellen Bedürfnisse und erfolgt in Absprache mit den Teilnehmern. Sie integriert psychotherapeutische, sexualwissenschaftliche, medizinische und psychologische Ansätze sowie die Möglichkeit einer zusätzlichen medikamentösen Unterstützung.

## Ergebnisse
|                                     | 30. Juni 2019 | 31. März 2018 |
| ----------------------------------- | ------------- | ------------- |
| Kontaktaufnahmen                    | 11.068        | 9.515         |
| Abgeschlossene Klinische Diagnostik | 03.818        | 2.894         |
| Therapie-Angebot unterbreitet       | 01.849        | 1.554         |
| Therapie angefangen                 | 01.099        | 0.925         |
| Therapie abgeschlossen              |               | 0.360         |
| Quelle                              | [ 9 ]         | [ 3 ]         |

Im Frühjahr 2018 gab das Präventionsprojekt aktuelle Zahlen bekannt. Die Inanspruchnahme des therapeutischen Angebots sei weiterhin hoch: 9515 Menschen aus dem gesamten Bundesgebiet hätten bis Ende März 2018 Hilfe gesucht.
2894 Personen hätten sich an einem der Standorte zur Diagnostik und Beratung vorgestellt, 1554 von ihnen habe ein Therapieangebot gemacht werden können. Insgesamt hätten 925 Teilnehmer die Therapie begonnen und 360 erfolgreich abgeschlossen. 345 befänden sich aktuell in einzel- und gruppentherapeutischer Behandlung, rund 90 nähmen an einem der Standorte am Angebot der Nachsorge teil. Eine Befragung von 56 Therapieteilnehmern habe ergeben: Bei 98 % habe eine Verhaltenskontrolle erreicht werden und damit „maßgeblich sexueller Kindesmissbrauch verhindert werden“ können.

## Kritik
Norbert Denef bezeichnete im Oktober 2006 in der Sendung Menschen bei Maischberger das Projekt grundsätzlich als notwendig, den Begriff „Pädophilie“ aber als verharmlosend; er empfahl, die Opfer „mit ins Boot zu nehmen“; den Bereich, dass Täter oftmals selbst in ihrer Kindheit Opfer sexuellen Missbrauchs waren, dürfe man nicht herausnehmen. 2007 kritisierte Denef in der Fernsehsendung Johannes B. Kerner, dass die Charité im Zusammenhang mit Pädophilie sogar von „Liebe“ spreche, über die Schäden der Opfer werde zu viel geschwiegen.
Vertreter des Betroffenenverbands netzwerkB kritisierten im November 2014 zusammen mit Fachleuten, dass der unter anderem vom Präventionsnetzwerk „Kein Täter werden“ vertretene Ansatz, dass sich pädophile ‚Neigungen‘ in der Pubertät manifestieren – siehe dazu auch Diagnostic and Statistical Manual of Mental Disorders (DSM-5) der American Psychiatric Association (APA) – zu oberflächlich sei. Sie vertreten die Meinung, dass „die erscheinenden sexuellen Präferenzen in den meisten Fällen wahrscheinlich eine in sich schlüssige und in wiederum vielen Fällen eine traumatisierende Vorgeschichte inklusive dissoziativer Reaktionen haben können, die mit ausschließlich verhaltenstherapeutischen Arbeitsmodellen nur unzureichend bearbeitet und in Fällen einer Traumatisierung kaum bis gar nicht aufgelöst werden können“. Diese Fälle benötigten daher „neben einer umfassenden Anamnese einschließlich Trauma-Anamnese höchstwahrscheinlich eine daran angepasste Psycho-Traumatherapie zur Bearbeitung traumabedingter innerer Dissoziations-Spaltungsprozesse“.
Der forensische Psychologe Andrej König von der Fachhochschule Dortmund und Thomas Schlingmann, Gründer des Vereins Tauwetter, analysierten die von Projektvertretern vorgelegten Zahlen und äußerten sich kritisch über die Wirksamkeit der Therapie. König zufolge seien positive Effekte auf Teilnehmer, die bereits vor der Therapie keine sexuellen Übergriffe begangen haben, nicht zu erkennen. Fraglich sei auch das negativ formulierte Therapieziel („werde kein Täter!“), welches zur Stigmatisierung von Männern mit Störungen der Sexualpräferenz beitragen würde und somit möglicherweise zu einer geringeren Teilnahmebereitschaft führen könnte. Schlingmann wies auf eine hohe Abbrecherquote hin und merkte an, dass ein Großteil der Patienten bereits während der Therapie erneut oder weiterhin Sexualstraftaten begeht. Zudem sei das Interesse der Zielgruppe an der Therapie trotz großzügiger finanzieller Unterstützung durch Stiftungen und öffentliche Mittel relativ gering.
Detaillierte Kritik zu dem Präventionsprogramm äußerte die Sexualwissenschaftlerin Sophinette Becker im Jahr 2016. Sie lehne den Titel ab: „Im Land der Täter sollte man kein Projekt so nennen.“ Die Grundidee teile sie, nämlich die sexuelle Orientierung nicht zu „verdammen“, weil eine solche nicht bedeute, dass auch gehandelt werde. Und wer gefährdet sei, müsse etwas tun, um sein Verhalten zu steuern. Damit höre es „aber auch schon auf“.

„Die Diagnostik ist viel zu kurz. Das Labeling ist viel zu rasch. Ein oder zwei Gespräche, die zudem auch noch oft von Leuten durchgeführt werden, die keine entsprechende Ausbildung haben und noch am Anfang der therapeutischen Ausbildung sind.“

Den Patienten werde „sehr viel sehr schnell gesagt“ und dann kämen sie in dieses Programm, das „nun wirklich nichts Neues“ sei: „eine Mischung aus ärztlicher Führung, verhaltenstherapeutischen Kontrollübungen und Medikamenten“. Die Psychodynamik des Einzelnen komme zu kurz. Auch lehne Becker es ab, bei Jungen in der Pubertät bereits derlei „Psychodiagnosen“ zu stellen. Sie habe die „Sorge, dass hier die Jugendlichensexualität als solche nicht richtig wahrgenommen und respektiert, sondern zu sehr problematisiert“ werde.